# HD 60585
HD 60585，又名CD-23 5709，SAO 174020、HR 2910，是一颗恒星，视星等为5.87，位于銀經238.56，銀緯-1.71，其B1900.0坐标为赤經7h 30m 5.7s，赤緯-23° -1.71′ 23″。